# Пугачово (Казахстан)
Пугачо́во (каз. Пугачево) — село у складі Бурлінського району Західноказахстанської області Казахстану. Адміністративний центр Пугачовського сільського округу.
Населення — 2427 осіб (2021; 2070 у 2009, 1426 у 1999, 1097 у 1989).